# Sebastiaan Timmerman
Sebastiaan Timmerman (Spijkenisse, 29 januari 1977) is een Nederlands sportverslaggever. Hij is werkzaam op de radio en tv voor de NOS.
Timmerman is sinds 2000 te horen bij NOS Langs de Lijn als commentator wielrennen. Dit deed hij o.a samen met Jacques Chapel en Gio Lippens tijdens de Tour de France. Sinds eind 2008 is hij ook te horen bij samenvattingen van het wielrennen bij NOS Studio Sport. Ook doet hij het commentaar bij andere wielersporten op de radio. 
Vanaf 2002 volgt Timmerman ook schaatsen. Eerst als verslaggever en later als commentator was hij voor NOS Langs de Lijn aanwezig bij de Olympische Winterspelen in 2006, 2010, 2014 en 2018.
Timmerman doet ook verslag van motorcross.
In 2018 werd de Theo Koomen Award aan hem toegekend.